# Landévant
Landévant (tiếng Breton: Landevant) là một xã ở tỉnh Morbihan trong vùng Bretagne tây bắc Pháp. Xã này có diện tích 22,34 km², dân số năm 1999 là 2123 người. Khu vực này có độ cao từ 0-80 mét trên mực nước biển.
Cư dân của Landévant danh xưng trong tiếng Pháp là Landévantais.